# 乌兹根区
乌兹根区（Uzgen）是吉尔吉斯斯坦西南州份奧什州下辖的一个区。该区面积为3,308平方（1,277平方英里），2009年常住人口为228,114人。该区治所位于烏茲根。